# 데이비드 테일러 (웨일스의 축구인)
데이비드 테일러(David Taylor, 1965년 8월 25일 ~ )는 웨일스의 전직 축구 선수 겸 현직 축구 감독으로, 포지션은 공격수였다. 포르트마도그 소속 시절이던 1993-94 시즌에서 43득점을 기록했고 1994년 유러피언 골든슈를 수상했다. 36세 때인 2001년 현역 은퇴했으며 현재는 웨일스 프리미어리그의 카이르시스에서 코치를 맡고 있다.